# يرسيتي العادية
يرسيتي العادية (بالإنجليزية: Vercetti Regular)‏، المعروف أيضًا باسم يرسيتي، هو خط sans serif مجاني (برمجيات مجانية). ويمكن استخدامه للمشاريع التجارية والشخصية.' تم توفيره في عام '2022 بموجب ترخيص Licence Amicale، الذي يتيح للأشخاص مشاركة ملفات الخطوط مع الأصدقاء والزملاء.'
كان يرسيتي العادية مستوحى من عناصر التصميم الإنسانية والهندسية. عند صنع يرسيتي، استخدم المصممون مبادئ من خط سابق مفتوح المصدر يسمى MgOpen Moderna.
يحتوي الخط على 326 حرفًا رسوميًا، بما في ذلك الأرقام والرموز وعلامات الترقيم واللكنات. وهذا يعني أنه يمكن استخدامه لجميع اللغات في أوروبا التي تستخدم الأبجدية اللاتينية. تم تحسين Vercetti للاستخدام في تصميم الويب. التنزيل متاح بتنسيقات الملفات التالية: OTF، TTF، WOFF، WOFF2.